# Genista carpetana
Genista carpetana o abrojo es una especie de arbusto perteneciente a la familia de las fabáceas.  

## Descripción
Es una planta sufrútice que alcanza un tamaño de 0,13-0,4 m de altura, erecto o decumbente y enraizante en los nudos, a veces poco leñoso, con ramas divergentes y espinosas. Tallos terminados en una espina, con 6-7 costillas agudas. Hojas alternas con folíolos de 4-8 x 2-2,5 mm, oblongos. Inflorescencia terminal, formada por racimos cortos.Corola amarilla, glabra. Fruto oblongo, aplanado  con 1-3 semillas ovoideas,negras.

## Distribución y hábitat
Se encuentra en los pastos de alta montaña y turbosos, en substrato granítico o esquistoso, rara vez en matorrales montanos con substrato calcáreo; a una altitud de 1300-2050 metros en la península ibérica y N de Marruecos.

## Taxonomía
Genista carpetana fue descrita por Leresche ex Lange y publicado en Videnskabelige Meddelelser fra Dansk Naturhistorisk Forening i Kjøbenhavn 237. 1877.
Citología
Número de cromosomas de Genista carpetana (Fam. Leguminosae) y táxones infraespecíficos: n=20; 2n=40
Etimología
Genista: nombre genérico que proviene del latín de la que los reyes y reinas Plantagenet de Inglaterra tomaron su nombre, planta Genesta o plante genest, en alusión a una historia que, cuando Guillermo el Conquistador se embarcó rumbo a Inglaterra, arrancó una planta que se mantenía firme, tenazmente, a una roca y la metió en su casco como símbolo de que él también sería tenaz en su arriesgada tarea. La planta fue la  llamada planta genista en latín. Esta es una buena historia, pero por desgracia Guillermo el Conquistador llegó mucho antes de los Plantagenet y en realidad fue Godofredo de Anjou que fue apodado el Plantagenet, porque llevaba un ramito de flores amarillas de retama en su casco como una insignia (genêt es el nombre francés del arbusto de retama), y fue su hijo, Enrique II, el que se convirtió en el primer rey Plantagenet. Otras explicaciones históricas son que Geoffrey plantó este arbusto como una cubierta de caza o que él la usaba para azotarse a sí mismo. No fue hasta que Ricardo de York, el padre de los dos reyes Eduardo IV y Ricardo III, cuando los miembros de esta familia adoptaron el nombre de Plantagenet, y luego se aplicó retroactivamente a los descendientes de Godofredo I de Anjou como el nombre dinástico.
carpetana: epíteto latíno que significa "de la región de los carpetanos"
Variedad aceptada
- Genista carpetana subsp. nociva (Pau & Font Quer) C.Vicioso & L

Sinonimia
- Genista carpetana subsp. carpetana[5]